# Pravistylus exquadratus
Pravistylus exquadratus är en insektsart som beskrevs av Naudé 1929. Pravistylus exquadratus ingår i släktet Pravistylus och familjen dvärgstritar. Inga underarter finns listade i Catalogue of Life.